# Poliuto (nome)
Poliuto  è un nome proprio di persona italiano maschile.

## Varianti
- Maschili: Polieuto[1][3][4], Polieutto[4], Polieutte[4]
- Femminili: Poliuta[1], Polieuta[1]

### Varianti in altre lingue
- Catalano: Polieucte[5]
- Croato: Polieukt
- Francese: Polyeucte
- Greco antico: Πολύευκτος (Polyeuktos)[2]
- Latino: Polyeuctus[2][4]
- Russo: Полиевкт (Polieukt)
- Spagnolo: Polieucto[5]

## Origine e diffusione

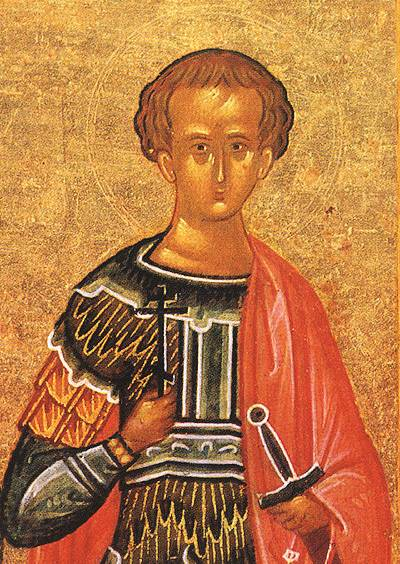
San Polieuto

Nome di scarsissima diffusione in Italia, attestato sporadicamente nel Nord, specie in Veneto; è ricordato prevalentemente per vari santi orientali il cui culto è stato importato dai bizantini nel Sud Italia, ad esempio san Polieuto, martire in Armenia con san Nearco, sulla cui storia sono basati il Poliuto di Donizetti e il Poliuto di Corneille.
Etimologicamente, risale al greco Πολύευκτος (Polyeuktos), composto da πολυς (polys, "molto", da cui Policarpo, Polidoro, Polimnia e Polissena) ed ευκτος (euktos, "desiderato"), quindi "molto desiderato", "desiderato da molto", "desiderabile", un nome augurale che poteva essere dato ad un figlio tanto atteso.

## Onomastico
L'onomastico si può festeggiare il 7 gennaio (o il 9 gennaio o il 13 febbraio) in memoria di san Polieuto, soldato romano, martire in Armenia sotto Decio con san Nearco, oppure il 21 maggio in onore di un altro san Polieuto, martire a Cesarea in Cappadocia.

## Persone
- Poliuto Penzo, militare italiano

### Varianti
- Polieucte di Costantinopoli, Patriarca ecumenico di Costantinopoli
- Polieucto di Sfetto, oratore ateniese